# Endophyllum euphorbiae-sylvaticae
Endophyllum euphorbiae-sylvaticae är en svampart som först beskrevs av Augustin Pyrame de Candolle, och fick sitt nu gällande namn av Georg Winter 1881. Endophyllum euphorbiae-sylvaticae ingår i släktet Endophyllum och familjen Pucciniaceae.   Inga underarter finns listade i Catalogue of Life.